# كريس بروسنان
كريس بروسنان (بالإنجليزية: Chris Brosnan)‏ هو كاتب ومخرج بريطاني، ولد في 11 نوفمبر 1972 في ويمبلدون في المملكة المتحدة.

## وصلات خارجية
- كريس بروسنان على موقع IMDb (الإنجليزية)